# Tero Laaksonen
Tero Laaksonen, född 30 mars 1953 i Helsingfors, är en finländsk målare, grafiker och skulptör.
Laaksonen studerade 1971–1972 vid Konstindustriella läroverket och 1972–1976 vid Finlands konstakademis skola samt ställde ut första gången 1973. Han har framträtt främst som målare av klassiska motiv, vid sidan av mera expressionistiska arbeten med figurativa inslag. Han har även i begränsad omfattning, målat representationsporträtt.
Laaksonen väckte år 2003 uppmärksamhet med en utställning av målningar inspirerade av Gallen-Kallelas Afrikamotiv. Han har hållit talrika separatutställningar i hemlandet, och utomlands bland annat i Madrid och Stockholm, samt deltagit i grupputställningar. Han är representerad med flera verk vid Finlands Nationalgalleri.
Han verkade 1983 som lärare vid konstakademins skola, 1982–1985 vid Tammerfors tekniska högskola och 1999 vid Bildkonstakademin. Han har innehaft många förtroendeuppdrag inom konstvärlden och ansvarat för utställningar av finländsk nutidskonst i utlandet. År 1986 utsågs han till Årets unga konstnär och 2003 erhöll han Pro Finlandia-medaljen.